# EC Bregenzerwald
EC Bregenzerwald (celým názvem: Eishockeyclub Bregenzerwald) je rakouský klub ledního hokeje, který sídlí ve Dornbirnu ve spolkové zemi Vorarlbersko. Založen byl v roce 1985 a zpočátku hrával v amatérských soutěžích (tzv. hobbyliga). Od sezóny 2016/17 působí v Alps Hockey League, středoevropské mezinárodní soutěži. Klubové barvy jsou zelená a černá.
Své domácí zápasy odehrává v Messestadion Dornbirn s kapacitou 4 270 diváků.

## Historické názvy
Zdroj:
- 1985 – EHC Bregenzerwald (Eishockeyclub Bregenzerwald)
- 2016 – EC Bregenzerwald (Eishockeyclub Bregenzerwald)[3]

## Získané trofeje
- Inter-National-League ( 2× )
  - 2012/13, 2015/16

## Přehled ligové účasti
Zdroj:
- 1996–1999: Vorarlberger Landesliga (4. ligová úroveň v Rakousku)
- 1999–2000: Eishockey-Oberliga (3. ligová úroveň v Rakousku)
- 2000–2012: Eishockey-Nationalliga (2. ligová úroveň v Rakousku)
- 2012–2016: Inter-National-League (2. ligová úroveň v Rakousku / mezinárodní soutěž)
- 2016– : Alps Hockey League (2. ligová úroveň v Rakousku / mezinárodní soutěž)